# عزلة الثوابي (إب)

تعديل مصدري - تعديل

عزلة الثوابي هي إحدى عزل مديرية جبلة في محافظة إب اليمنية ويبلغ تعداد سكانها 10714 نسمة حسب التعداد السكاني في اليمن لعام 2004.

## روابط خارجية
- الجهاز المركزي للإحصاء بالجمهورية اليمنية
- المركز الوطني للمعلومات باليمن
- الدليل الشامل